# Acantharachne cornuta
Acantharachne cornuta es una especie de araña de la familia Araneidae.

## Localización
Esta especie de araña se distribuye por el este de África.